# Bobby Benson
Bobby Benson (* 11. April 1922 in Ikorodu als Bernard Olabinjo Benson; † 14. Mai 1983 in Lagos) war ein nigerianischer Jazz- und Unterhaltungsmusiker, der in den 1950er Jahren einen erheblichen Einfluss auf die Musikszene seines Landes hatte und deshalb auch „Vater der nigerianischen Musik“ genannt wurde; er verschmolz den Bigbandsound und karibische Einflüsse mit der damals populären Highlife-Musik Westafrikas. Er war nicht nur Multiinstrumentalist, Komiker und Entertainer, sondern auch als Sänger und Songwriter anerkannt.

## Leben und Wirken
Benson wendete sich nach der Schulausbildung zunächst einer Karriere als Boxer zu, bevor er Seemann in der Handelsmarine wurde. 1944 wurde das Boot, auf dem er fuhr, von einem Torpedo getroffen; nach der Rettung hielt er sich zunächst in London auf, wo er mit einem afrikanischen Ballett auftrat, mit dem er in mehreren europäischen Ländern gastierte. In dieser Zeit lernte er seine Frau mit schottischen und karibischen Vorfahren kennen, mit der er 1947 nach Nigeria zurückkehrte, um dort die Bobby Benson and Cassandra Theatrical Party zu gründen. Als Kopie der afroamerikanischen „Bobs“ in den Slapstickkomödien verkleidete er sich in Röhrenhosen und Frack und schminkte sich weiß um Lippen und Augen. Obgleich musikalischer Autodidakt spielte er Saxophon und Gitarre, während seine Frau tanzte. Gegenüber dem eher „gestelzten“ Jazz, der bis dahin in Nigeria üblich war, pflegte er einen eher „wilden“ Stil und hatte damit viel Erfolg. 1948 gründete er die Bobby Benson Jam Session, mit der er Swing, Jive, aber auch Sambas, Boogie-Woogie und Calypso spielte; mit ihr tourte er zwei Jahre lang durch ganz Nigeria. Die Band galt bald als die führende Jazzband des Landes. In den 1950er Jahren besetzte er seine Formation um, 1952 als Nigeria Jazz Club, dann als Agil Jazz Club; er wendete sich dem populären Highlife-Stil zu. Seine Formation umfasste nun elf Musiker (davon sieben Bläser) und spielte mit ihnen im Empire Hotel und in der Lido Bar von Lagos, bevor er seinen eigenen Caban Bamboo Night Club gründete (aus dem dann sein Hotel Bobby in Lagos entstand). In seiner Band spielten Musiker wie Roy Chicago, Victor Olaiya, Eddie Okunta, Sir Victor Uwaifo, Bayo Martins und Zeal Onyia.
Mit Taxi Driver hatte er einen großen Hit in Nigeria; es folgten weitere Erfolge wie Freedom Yes, Sir sowie Iyawo se wo lose mi, Mafe, Nylon Dress und Niger Mambo. Niger Mambo hatte Randy Weston seit 1963 15 Jahre lang in seinem Repertoire und spielte es auch 1998 noch einmal ein; das Stück wurde 1964 auch von Stanley Turrentine aufgenommen.
1960 wurde er der Präsident der nigerianischen Musikergewerkschaft. Er hielt lange am Highlife fest, statt sich dem nun populär werdenden Jùjú zuzuwenden. In den 1970er Jahren hatte er seine eigene Fernsehshow bei NTA.